# Абовян, Назан Жораевна
Назан Жораевна Абовян (род. 1950) — советский государственный деятель, депутат Верховного Совета СССР 10-го созыва.

## Биография
Родилась в 1950 году. По национальности — армянка. Получила среднее специальное образование. В 1970 году окончила кироваканский приборостроительный техникум и начала работать сборщицей электроизмерительных приборов в сборочном цеху на кироваканском заводе «Автоматика». По состоянию на 4 марта 1979 года была беспартийной.
На протяжении девяти лет (1970—1979) считалась одной из лучших молодых работниц кироваканского завода «Автоматика», являлась активным рационализатором. Предложенное ею изменение одного из узлов намоточного станка позволило увеличить скорость намотки спиралей и сократить расход дорогостоящего провода. Была ударником коммунистического труда, становилась победителем социалистического соревнования в 1976—1978 годах. По состоянию на начало 1979 года была депутатом городского совета Кировакана, являлась членом его постоянной комиссии по работе с молодёжью.
Была выдвинута в кандидаты в депутаты Верховного Совета СССР на окружном предвыборном совещании в январе 1979 года. 4 марта 1979 года была избрана депутатом Совета национальностей Верховного Совета СССР от Гугаркского избирательного округа № 398 Армянской ССР. 18 апреля 1979 года вошла в состав Планово-бюджетной комиссии Совета Национальностей.